# Weltmeisterschaften im Modernen Fünfkampf 2019
Die Weltmeisterschaften im Modernen Fünfkampf 2019 fanden bei den Herren und den Damen vom 2. bis 9. September 2019 in der ungarischen Hauptstadt Budapest statt.
Erfolgreichste Nation war Belarus, dessen Sportler zwei WM-Titel und eine Bronzemedaille gewannen. Deutschland belegte in der Rangliste der erfolgreichsten Nationen den vierten Platz: Patrick Dogue und Alexander Nobis wurden in der Staffel Weltmeister. In der Damen-Staffel sicherten sich Annika Schleu, Rebecca Langrehr und Janine Kohlmann die Bronzemedaille.
Die jeweiligen drei Bestplatzierten der Einzelwettkämpfe qualifizierten sich für die Olympischen Sommerspiele 2020 in Tokio. Da Joseph Choong und Kate French bereits für diese qualifiziert waren, wurden ihre Quotenplätze gestrichen. Stattdessen wurde der jeweilige Startplatz über die Weltrangliste vergeben.

## Herren

### Einzel
| Platz | Land                   | Sportler        |
| ----- | ---------------------- | --------------- |
| 1     | Frankreich             | Valentin Prades |
| 2     | Vereinigtes Königreich | Joseph Choong   |
| 3     | Südkorea               | Jun Woong-tae   |

### Mannschaft
| Platz | Land                   | Sportler                                |
| ----- | ---------------------- | --------------------------------------- |
| 1     | Südkorea               | Jun Woong-tae Jung Jin-hwa Lee Ji-hun   |
| 2     | Ungarn                 | Bence Demeter Róbert Kasza Ádám Marosi  |
| 3     | Vereinigtes Königreich | James Cooke Thomas Toolis Joseph Choong |

### Staffel
| Platz | Land        | Sportler                          |
| ----- | ----------- | --------------------------------- |
| 1     | Deutschland | Patrick Dogue Alexander Nobis     |
| 2     | Südkorea    | Jun Woong-tae Jung Jin-hwa        |
| 3     | Russland    | Alexander Lessun Danil Kalimullin |

## Mixed
| Platz | Land       | Sportler                           |
| ----- | ---------- | ---------------------------------- |
| 1     | Ägypten    | Salma Abdelmaksud Eslam Hamad      |
| 2     | Frankreich | Élodie Clouvel Valentin Belaud     |
| 3     | Belarus    | Nastassja Prakapenka Ilja Palaskou |

## Damen

### Einzel
| Platz | Land                   | Sportlerin    |
| ----- | ---------------------- | ------------- |
| 1     | Belarus                | Wolha Silkina |
| 2     | Italien                | Elena Micheli |
| 3     | Vereinigtes Königreich | Kate French   |

### Mannschaft
| Platz | Land                   | Sportlerinnen                                         |
| ----- | ---------------------- | ----------------------------------------------------- |
| 1     | Belarus                | Wolha Silkina Nastassja Prakapenka Iryna Prassjanzowa |
| 2     | Vereinigtes Königreich | Kate French Joanna Muir Francesca Summers             |
| 3     | Deutschland            | Annika Schleu Janine Kohlmann Rebecca Langrehr        |

### Staffel
| Platz | Land     | Sportlerinnen              |
| ----- | -------- | -------------------------- |
| 1     | Mexiko   | Mariana Arceo Mayan Oliver |
| 2     | Ungarn   | Luca Barta Kamilla Réti    |
| 3     | Südkorea | Jeong Mi-na Kim Un-ju      |

## Medaillenspiegel
| Platz | Land                   | Gold | Silber | Bronze | Gesamt |
| ----- | ---------------------- | ---- | ------ | ------ | ------ |
| 01    | Belarus                | 2    | —      | 1      | 3      |
| 02    | Südkorea               | 1    | 1      | 2      | 4      |
| 03    | Frankreich             | 1    | 1      | —      | 2      |
| 04    | Deutschland            | 1    | —      | 1      | 2      |
| 05    | Ägypten                | 1    | —      | —      | 1      |
| 05    | Mexiko                 | 1    | —      | —      | 1      |
| 07    | Vereinigtes Königreich | —    | 2      | 2      | 4      |
| 08    | Ungarn                 | —    | 2      | —      | 2      |
| 09    | Italien                | —    | 1      | —      | 1      |
| 10    | Russland               | —    | —      | 1      | 1      |